# João Pedro (cầu thủ bóng đá, sinh tháng 5 năm 1987)
João Pedro Oliveira Araújo (sinh ngày 13 tháng 5 năm 1987), hay Jota, là một cầu thủ bóng đá người Bồ Đào Nha thi đấu cho Olhanense.

## Sự nghiệp câu lạc bộ
Anh ra mắt chuyên nghiệp tại Giải bóng đá hạng nhất quốc gia Bồ Đào Nha cho Desportivo das Aves vào ngày 22 tháng 9 năm 2012 trong trận đấu trước Benfica B.